# Bătălia de la Hattin
Cucerirea Ierusalimului după prima cruciadă din 1099 a fost o lovitură puternică pentru lumea musulmană. Ierusalimul era al treilea oraș sfânt al Islamului și în secolul următor recucerirea lui a devenit scopul principal al Jihad-ului, războiul sfânt. Dar după 1100, coloniști și pelerini creștini au invadat teritoriile cucerite (Siria și Levantul) și, cu sprijinul principalelor state din Europa Occidentală, se părea că aceste așezări creștine vor deveni permanente. Musulmanii refuzau să accepte realitatea, dar aveau nevoie de un conducător care să-i unească pentru a-i alunga pe „necredincioși”.
În 1187, musulmanii găsiseră un astfel de conducător în persoana sultanului Saladin, conducătorul Egiptului și Siriei, care i-a chemat pe toți să se alăture Jihad-ului pentru recucerirea Ierusalimului. Victoria sa în bătălia de la Hattin a distrus practic statele creștine din Orientul Mijlociu și a asigurat continuitatea stăpânirii islamice asupra regiunii în următorii 700 de ani.

## Pregătiri
Pentru a supune o populație majoritar musulmană și a rezista amenințărilor statelor musulmane înconjurătoare, cruciații construiseră castele puternice în tot Regatul Ierusalimului, permițând câtorva cavaleri să domine zonele de provincie. În cazul unui asediu, apărătorii unui castel puteau să ceară ajutor folosind lumina torțelor. În felul acesta, se puteau aduna mari armate de cruciați acolo unde era necesar. Sarazinii știau că nu puteau să-i învingă pe cruciați dacă aceștia rămâneau în castelele lor sau în orașe fortificate ca Acra, Kerak sau Tir. Pentru a-i nimici, trebuiau să-i atragă într-o bătălie generală. Apoi, după ce garnizoanele ar fi fost lichidate, puteau să cucerească castelele cu ușurință.
În 1187, Saladin invadează Regatul Ierusalimului, sperând să exploateze disensiunile din rândul creștinilor. Regele creștin Guy de Lusignan era un slab care dobândise tronul printr-un șiretlic și a cărui putere era privită cu aversiune de nobilii locali, ca Raymond de Tripoli și Balian de Ibelin. Guy era influențat de oameni ca nemilosul Reginald de Kerak, pe care Saladin jurase că îl va ucide cu mâna lui și Gérard de Ridefort, maestru al Cavalerilor templieri, ambii războinici capabili, dar comandanți impetuoși. Saladin trebuia să-l atragă pe Guy în câmp liber, departe de sistemul de apărare al castelului.
Sultanul hotărăște să asedieze orașul Tiberias, știind că acesta era practic lipsit de apărare, deoarece Guy micșorase garnizoanele castelelor din întreaga țară pentru a aduna armata regală la Saffuriya. Tiberias era proprietatea lui Raymond de Tripoli, aflat în rândurile armatei regale, în timp ce soția sa, contesa Eschiva, se afla în orașul apărat de o mică garnizoană. Dacă Eschiva ar fi solicitat ajutorul regelui, Guy nu ar fi avut altă alternativă decât să se conformeze. Când din Tiberias a pornit mesagerul cu cererea de ajutor spre Saffuriya, Saladin l-a lăsat să treacă. Între timp, sarazinii ocupaseră înălțimile din ambele părți ale platoului arid care separa Saffuriya de Tiberias, așteptând până când cruciații aveau să cadă în cursă.
La Saffuriya, Guy convoacă un consiliu de război, cerând sfatul comandanților cu experiență. Raymond de Tripoli vorbește primul și, în mod surprinzător, pledează categoric împotriva unei încercări de salvare. Ca toți cei prezenți, el știa că Saladin le pregătise o capcană și că, în înaintarea în deșertul dintre cele două orașe, întreaga armată putea să piară într-o singură luptă. El mai știa că Saladin era un om de onoare, care nu ar fi făcut rău unei femei fără apărare. Dar aceste cuvinte l-au înfuriat pe Gérard de Ridefort, maestrul templierilor, care l-a acuzat pe Raymond de lașitate. Pentru Gérard, era o rușine ca armata să nu intervină când sarazinii prădau un oraș creștin. Dar regele și restul nobililor au fost convinși de argumentele lui Raymond, drept care s-a luat hotărârea de a nu pleca în ajutorul orașului Tiberias.
După lăsarea întunericului, Gérard s-a dus în cortul regelui. Guy nu se simțea în largul lui în fața templierului, deoarece acesta îl ajutase să dobâbdească tronul. Gérard i-a spus că dacă nu vor porni în ajutorul Tiberiasului, Ordinele militare (templierii și ioaniții) se vor retrage din armată. Guy cedează ușor în fața amenințării, schimbând hotărârea adoptată. Restul oștirii a aflat cu stupoare că regele se răzgândise. Toți știau că un marș spre Tiberias în mijlocul verii era o nebunie care se va încheia cu un dezastru. Dar cuvântul regelui era lege.

## Preludiu
Armata creștină, probabil cea mai mare care fusese adunată în cei 88 de ani de existență a regatului, cuprindea aproximativ 2000 de cavaleri, 4000 de alți luptători călări și cu puțin peste 14000 de ostași pedeștri, unii îmbrăcați în cămăși lungi de zale, înarmați cu săbii și scuturi, cu arbalete sau cu arcuri și prăștii. La 3 iulie 1187, întreaga armată pornește din Saffuriya înainte de răsărit în călătoria de 24 de kilometri către Tiberias. Părăseau grădinile cu apă din belșug ale Saffuriyei pentru platoul arid din fața lor, unde știau că sarazinii îi așteaptă. Avangarda era condusă de Raymond de Tripoli, cu Balian de Ibelin și Gérard de Ridefort în ariergardă și cu regele și Curtea sa în centru. La început, sarazinii s-au limitat să lovească și să fugă. Cavalerii din centrul coloanei cruciate au fost obligați să se deplaseze cu viteza pedestrașilor, care formau o mânecă protectoare în jurul lor, apărând caii de săgețile sarazinilor, datorită cămășilor din zale sau apărătoarelor din piele.
Soarele era nemilos, nu erau copaci care să ofere umbră pe drumul de calcar pe care se deplasau. Cavalerii, cu armurile lor grele, cu hainele groase colorate care izolau fierbințeala cămășilor de zale, împiedicându-le să le ardă pielea, își ștergeau sudoarea plină de praf de pe ochi și priveau cu suspiciune înainte, așteptând atacul care știau că va veni. În jurul lor erau pedestrașii, care făceau gesturi deșucheate pentru a reduce tensiunea. Unii erau mercenari bine echipați din Genova sau Țările de Jos, înarmați cu arbalete mari, care își câștigau existența urmându-i pe cei care îi plăteau. Alții erau orășeni din orașele de coastă care răspunseseră la ârrière-ban (chemarea la oaste a bărbaților valizi), fiind însuflețiți de gândul că luptau nu numai pentru credință, ci și pentru familiile lor aflate în Acra, Tir și Beirut. Majoritatea purtau tunici din postav vătuit sau apărătoare din piele care rezistau sabiei unui sarazin sau impactului mortal al unei săgeți. Se auzeau multe limbi și dialecte din Europa, armata creștină fiind cu adevărat o armată internațională.

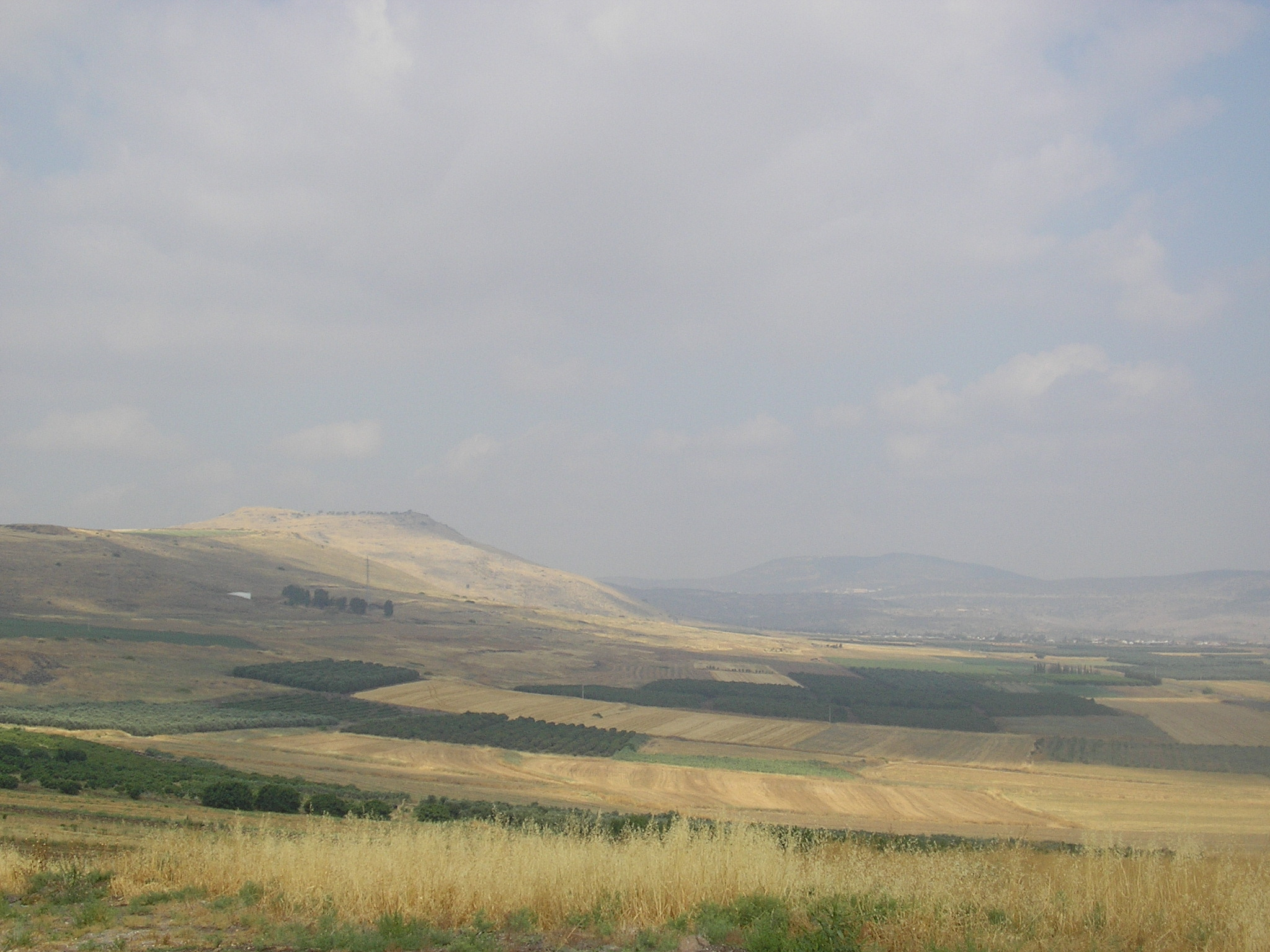
Coarnele de la Hattin, 2005, vedere dinspre est

Coloana nu avea căruțe cu apă (care i-ar fi încetinit și mai mult înaintarea) oamenii ducându-și singuri rezervele cu apă. Înainte ca soarele să ajungă la amiază, majoritatea își epuizaseră prețioasele provizii și nu puteau spera să dea de apă înainte de a ajunge la Marea Galileii. Când coloana era cu adevărat angajată în marș, iar retragerea ar fi fost la fel de dificilă ca și înaintarea, Saladin lansează flancurile armatei sale, care pornesc în atac de pe culmile dealurilor, înconjurându-i pe cruciați. Arbaletierii creștini i-au ținut pe sarazini la distanță, dar pentru a lupta coloana a trebuit să încetinească, aproape să se oprească, în timp ce deasupra capetelor lor soarele ardea cu putere.
La ora 10 noaptea, după aproape șase ore de la începerea marșului, cruciații erau epuizați. Ultima lor sursă de apă înainte de Lacul Tiberias era un izvor spre nord, lângă Muntele Turan, dar regele Guy a ordonat continuarea marșului. În avangardă, Raymond, convins că oamenii vor muri de sete înainte ca lunga și chinuita coloană să ajungă la Tiberias, i-a propus regelui o schimbare de direcție spre nord: pe înălțimile de lângă satul Hattin erau izvoare. Aceasta ar fi însemnat pentru moment abandonarea Tiberiasului, dar pe termen lung putea salva armata. Regele a fost de acord și lângă Meskenah întreaga armată s-a îndreptat spre nord-est. În dezordinea acestei întoarceri, mulți cavaleri s-au desprins de escorta de infanterie și au încercat să ajungă mai repede la apă. Simțind că și-ar putea pierde prada, Saladin trimite mari forțe de cavalerie sub comanda nepotului său Taqi al-Din pentru a ține coloana sub observație și a-i bloca calea spre Hattin. Dându-și seama că, dacă nu va reuși să treacă printre oamenii lui Taqi, întreaga coloană era sortită pieirii, Raymond se pregătește să-i atace pe sarazini cu cavaleria. Dar, înainte de a face acest lucru, primește un mesaj disperat (care s-a dovedit a fi fatal) din partea regelui Guy, care ordona oprirea și ridicarea taberei. Ariergarda epuizată (în special templierii) nu mai putea înainta în ziua aceea. Fără apă, Raymond știa că armata era condamnată la moarte: "Vai! Vai! Sfinte Dumnezeule, războiul s-a sfârșit. Suntem trădați și sortiți morții și pământul este pierdut", i-a spus el lui Guy, dar regele a fost neînduplecat și astfel s-a ridicat tabăra.
După ce i-a prins pe creștini în cursă pe platou, departe de orice sursă de apă, Saladin și trupele sale le-au înconjurat tabăra, hărțuindu-i toată noaptea cu strigăte de triumf și cu zgomotul asurzitor al tobelor și trompetelor. La lumina focurilor, cruciații îi vedeau pe sarazini oferindu-le în batjocură apă, pe care o vărsau în nisip în momentul în care întindeau mâinile. La grozăvia situației se adaugă prezența scorpionilor și a păianjenilor veninoși, care se strecurau sub armuri.

## Dispunere
În zori, cruciații încep marșul spre izvoarele de la Hattin. Sute de cai muriseră deja doborâți de sete sau de săgețile sarazinilor, mulți cavaleri mărșluind cu infanteria. Moralul armatei creștine era foarte scăzut, unii cavaleri trecând la inamic. Dificultățile au încetinit înaintarea coloanei până când marșul a fost din nou oprit. Infanteria cedase brusc și, cu strigăte puternice, sute de pedestrași părăsiseră coloana, năpustindu-se pe pantele stâncoase spre locul în care credeau că vor găsi apă. Confruntat cu dispersarea întregii coloane, Guy nu are de ales și își ridică cortul. În jurul lui s-au strâns majoritatea cavalerilor din coloana centrală, dar puțini infanteriști s-au supus chemărilor sale imperative de a se reîntoarce la datorie. Chiar și atunci când episcopii i-au chemat să apere Adevărata Cruce, puțini dintre ei au răspuns. Pentru a-i chinui și mai mult, musulmanii aprinseseră focuri în tufișuri și fumul le venea permanent în față, mărindu-le setea arzătoare.

## Bătălia
Dându-și seama că victoria era pierdută, Raymond și-a adunat cavalerii, ai săi și pe cei din Antiohia și Sidon, și i-a atacat pe sarazinii care apărau drumul de acces către satul Hattin. Cavalerii lui Raymond reușesc să treacă printre ei și să scape, dar regele Guy și grosul armatei nu au avut nicio șansă. În absența infanteriei care să-i țină pe musulmani la distanță cu arbaletele, cavalerii lui Guy erau aproape neajutorați. Sarazinii au năvălit asupra cercului de războinici în armuri care apărau Adevărata Cruce. În haosul din jurul relicvei sfinte, este ucis episcopul de Acra, relicva fiind preluată de episcopul de Lydda. Taqi al-Din le ordonă luptătorilor săi să lase arcurile și să-i atace pe cavalerii care-l apărau pe episcop cu săbiile, buzduganele și lăncile. Sarazinii i-au doborât pe apărători numai datorită efectivelor superioare, Taqi luând relicva și părăsind exultat lupta. Al-Afdil, fiul de 17 ani al lui Saladin, martor al acestei întâmplări, a crezut că victoria era de acum sigură. Dar tatăl său l-a contrazis; peste puțin timp, cruciații întreprind încă un atac disperat, respins la numai câțiva metri de locul în care se aflau. "Am strigat din nou: I-am bătut. Tatăl meu s-a întors spre mine și a spus: Taci. Îi vom învinge abia când va cădea cortul acela. Și în timp ce vorbea, cortul a căzut."
După pierderea relicvei sfinte, simbolul sprijinului lui Dumnezeu, moralul creștinilor se prăbușește. Guy era atât de epuizat, încât pur și simplu s-a așezat, așteptând să fie luat prizonier. Împreună cu el au fost prinși cei mai mulți dintre nobilii regatului, cu excepția lui Raymond de Tripoli și Balian de Ibelin, care scăpaseră.

## Rezultat
Saladin i-a tratat bine pe nobilii săi prizonieri, cu excepția lui Reginald de Kerak, pe care l-a ucis cu mâna lui; soldații au fost vânduți ca sclavi, unii cu prețul unei perechi de sandale. Înfrângerea creștinilor a fost totală: orașele și castelele din regat (cu excepția orașului Tir) au fost cucerite de Saladin într-o singură campanie. Guy riscase totul pe o singură bătălie, în ciuda sfaturilor oștenilor cu experiență, conducându-și armata într-o capcană, deși fusese avertizat.

## Consecințe
Înfrângerea creștinilor la Hattin, completă și ireversibilă, a fost o catastrofă pentru mișcarea cruciată. Armata cruciată (cea mai mare pe care Regatul Ierusalimului o adunase vreodată, care lupta sub semnul Adevăratei Cruci) se dovedise incapabilă să reziste în fața musulmanilor. Pentru mulți credincioși, acesta era un semn că Dumnezeu își întorsese fața de la ei. Au mai fost organizate cruciade (cel puțin șase), dar ele nu au mai fost însuflețite de fervoarea și valorile religioase care-i animaseră pe soldații primei cruciade, a cărei recompensă (cucerirea orașului sfânt) fusese acum pierdută de o generație lipsită de credință. Cruciadele au devenit pretexte pentru cucerirea de teritorii și grandoare. A patra cruciadă (1204) s-a îndepărtat atât de mult de scopul inițial (recucerirea Ierusalimului), încât s-a angajat în asedierea și capturarea unui oraș creștin: Constantinopol.

## Legende, ficțiune și nonficțiune
Potrivit cronicarului Ernoul, veștile înfrângerii au cauzat moartea papei Urban al III-lea, din cauza șocului.
Bătălia, și mare parte din contextul conflictului, sunt relatate în romanul Frații de Sir Henry Rider Haggard. Deși bătălia însăși nu a fost prezentată, rezultatul, inclusiv execuția lui Reginald de Kerak, sunt redate în filmul Regatul Cerului din 2005.
Bătălia de la Hattin poate fi jucată în Stronghold Crusader, versiunea pentru PC. Nivelul se numește Bătălia de la Hattin, Bătălia de pe Deal.
"Coarnele de la Hattin" este o bătălie ce poate fi jucată în jocul Medieval: Total War, drept Saladin.
Într-o producție neobișnuit de mare (1963), regizorul egiptean Youssef Chahine a creat filmul Al-Nasser Salah ElDine. Filmul îl prezintă pe Saladin drept o persoană preocupată de pace, dar și de siguranța propriului popor.
Scena cu care începe cartea Standardul de onoare din 2007 a lui Jack Whyte prezintă bătălia de la Hattin.
Romanul suedez Tempelriddaren (Cavalerii Templieri în română), de Jan Guillou, îl potretizează pe Arn Magnusson, cunoscut și ca Arn de Gothia, drept unul dintre puținii supraviețuitori (unul din cei doi Cavaleri Templieri care au supraviețuit) ai bătăliei.
Romanul Cavalerul cruciat de Ronald Wech conține o amplă descriere a bătăliei de la Hattin.